# Camponotus poecilus
Camponotus poecilus é uma espécie de inseto do gênero Camponotus, pertencente à família Formicidae.